# Werther, Renània del Nord-Westfàlia
Werther és una ciutat del districte de Gütersloh a l'estat de Rin del Nord-Westfàlia, Alemanya. Es troba a prop del bosc de Teutoburg, aproximadament a 10 km al nord-oest de Bielefeld. És més conegut pels dolços de caramel Werther's Original, que actualment es produeixen a la propera ciutat de Halle. Werther té una Gesamtschule i un Gymnasium, que té una associació d'intercanvi amb Yarm School, una escola independent a Yarm, Anglaterra.

## Població
- August Oberwelland, emprenedor, fundador de l'empresa productora dels Werther's Original